# Tumba de Saladino

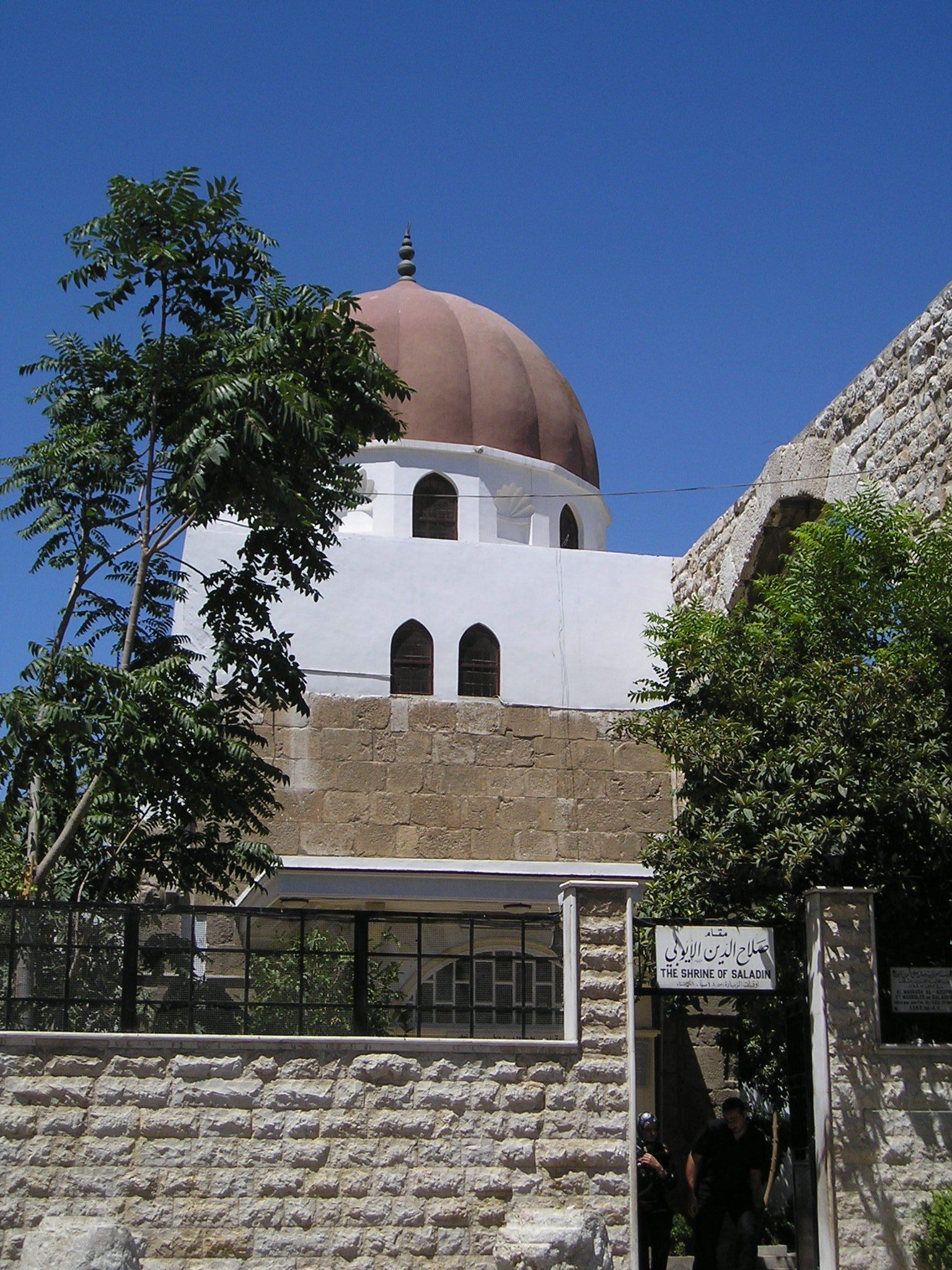
Tumba de Saladino, situada en el costado noroeste de la Mezquita de los Omeyas.

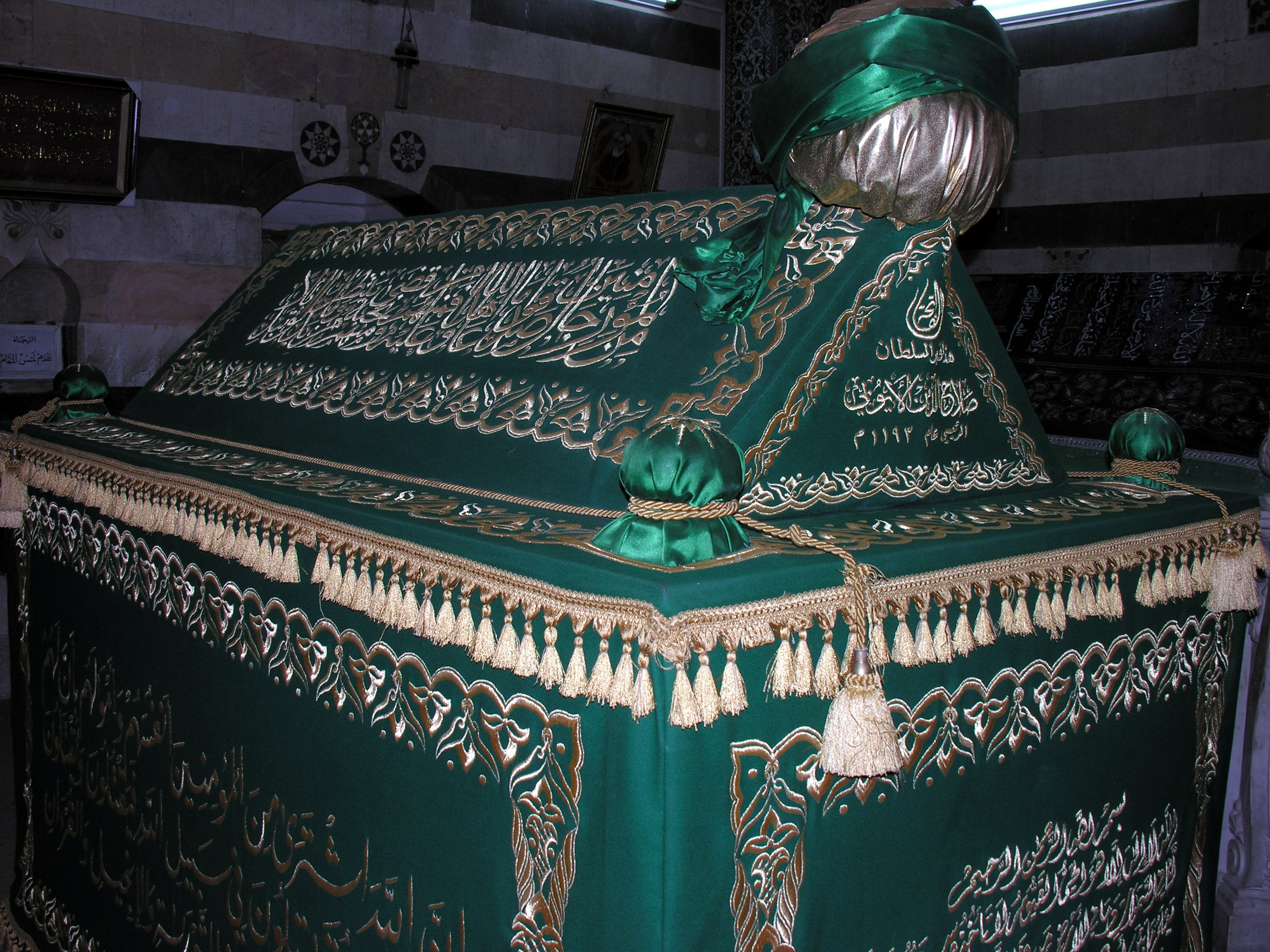
Imagen del sarcófago de la Tumba de Saladino.

La tumba de Saladino es el lugar donde se le dio sepultura a Al-Nāsir Salāh ad-Dīn Yūsuf ibn Ayyūb (en kurdo, Selaheddîn Eyûbîen, y en árabe, صلاح الدين يوسف الأيوبي, que quiere decir Yusuf, hijo de Ayyub, más conocido en occidente como Saladino, Saladín, Saladin o Saladine) (1138, Tikrit (Irak) - 4 de marzo de 1193, Damasco). Fue construida en 1196, tres años después de la muerte de Saladino.

## Ubicación
La tumba se ubica en el costado noroeste de la Mezquita de los Omeyas (en árabe, الجامع الأموي , al-Djāmī banī Umaya) o Gran Mezquita de Damasco, la mezquita más importante en Damasco, la capital de Siria, y una de las más antiguas y grandes del mundo.

## Características

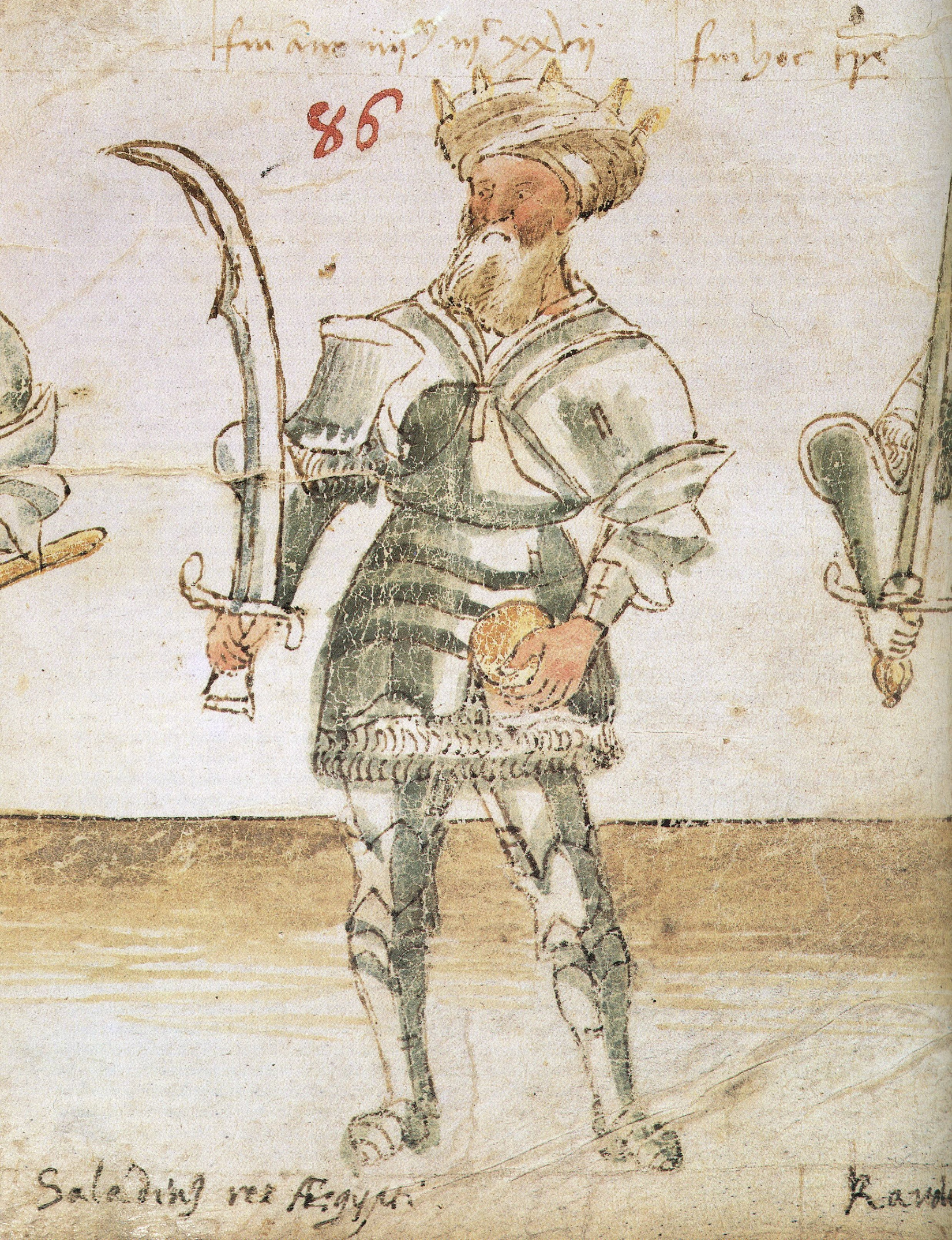
"Saladin rex Aegypti" de un manuscrito del.

El emperador o Káiser alemán Guillermo II donó un sarcófago en mármol en el que, sin embargo, no descansa su cuerpo.
En la tumba se exhiben el original, de madera, en el que está el cuerpo de Saladino, y el de mármol, vacío.